# Лучо Фулчи
Лучо Фулчи (итал. Lucio Fulci, 17. јун 1927, Рим — 13. март 1996, Рим) био је италијански режисер, сценариста, глумац и филмски продуцент. Иако је најпознатији по својим култним остварењима из хорор жанра, Фулчи је током каријере дуге готово пет деценија режирао и комедије и шпагети вестерне.
Фулчи је највећи допринос дао зомби поджанру филмом Острво живих мртваца (1979), које је у Италији приказано као наставак Ромерове Зоре живих мртваца, и трилогијом Седам капија пакла, коју чине Град живих мртваца (1980), Изван (1981) и Кућа поред гробља (1981). Поред тога, режирао је и два значајна ђало филма, Не мучи малу гуску (1972) и Њујоркшки трбосек (1982). Иако је у бројним филмовима потписан као копродуцент, Фулчи је само дозвољавао да се његово име користи како би ти филмови били промовисани (уз изузетак Града живих мртваца, за који је заиста покушавао да обезбеди буџет).
Због свог неконвенционалног начина приповедања, филмски критичари га често називају „Песником макабре”. Овај надимак је оригинално коришћен за Едгара Алана Поа, чију је приповетку Црна мачка Фулчи адаптирао 1981. године. Због изражених сцена насиља у појединим филмовима као што су Острво живих мртваца, Изван и Њујоркшки трбосек, Фулчи је познат и под надимком „Кум ужаса”. Године 1998. постхумно је добио место у Фангоријиној хорор кући славних. У последњој деценији живота сарађивао је са Дариом Арђентом.
Лучо је био ожењен Марином Фулчи, са којом је имао двоје деце. Његова супруга је починила самоубиство након што је сазнала да болује од неоперабилног облика рака. Његова ћерка је остала парализована након саобраћајне несреће. Према Арђентовим речима, Фулчи је имао јако тежак живот. Преминуо је у сну 13. марта 1996. од последица дијабетеса. Арђенто је платио трошкове сахране.

## Филмографија
| Година | Филм                              | Редитељ | Сценариста | Продуцент | Глумац | Реф.          |
| ------ | --------------------------------- | ------- | ---------- | --------- | ------ | ------------- |
| 1950.  | Последњи дани Помпеја             | Не      | Не         | Помоћни   | Не     | [ 11 ]        |
| 1958.  | Тото на Месецу                    | Не      | Да         | Не        | Не     | [ 12 ]        |
| 1959.  | Лопови                            | Да      | Да         | Не        | Не     | [ 13 ] [ 14 ] |
| 1959.  | Џубокс клинци                     | Да      | Да         | Не        | Да     | [ 15 ] [ 14 ] |
| 1963.  | Свиндлерови                       | Да      | Да         | Не        | Не     | [ 16 ] [ 17 ] |
| 1965.  | Како смо упали у невољу с војском | Да      | Не         | Не        | Не     | [ 18 ] [ 19 ] |
| 1966.  | Како смо опљачкали банку Италије  | Да      | Да         | Не        | Не     | [ 20 ] [ 19 ] |
| 1966.  | Време масакра                     | Да      | Не         | Не        | Не     | [ 21 ] [ 22 ] |
| 1969.  | Једна на другој                   | Да      | Да         | Не        | Да     | [ 23 ] [ 24 ] |
| 1971.  | Гуштер у кожи жене                | Да      | Да         | Не        | Не     | [ 25 ] [ 26 ] |
| 1972.  | Не мучи малу гуску                | Да      | Да         | Не        | Не     | [ 27 ]        |
| 1973.  | Бели очњак                        | Да      | Не         | Не        | Не     | [ 28 ] [ 26 ] |
| 1974.  | Изазов Белом очњаку               | Да      | Да         | Не        | Не     | [ 29 ] [ 30 ] |
| 1975.  | Четворо Апокалипсе                | Да      | Не         | Не        | Не     | [ 31 ] [ 32 ] |
| 1979.  | Острво живих мртваца              | Да      | Не         | Не        | Да     | [ 33 ] [ 34 ] |
| 1980.  | Град живих мртваца                | Да      | Да         | Да        | Да     | [ 35 ]        |
| 1981.  | Црна мачка                        | Да      | Да         | Не        | Не     | [ 36 ]        |
| 1981.  | Изван                             | Да      | Да         | Не        | Да     | [ 37 ]        |
| 1981.  | Кућа поред гробља                 | Да      | Да         | Не        | Да     | [ 38 ] [ 39 ] |
| 1982.  | Њујоркшки трбосек                 | Да      | Да         | Не        | Да     | [ 40 ] [ 41 ] |
| 1988.  | Зомби 3                           | Да      | Не         | Не        | Не     | [ 42 ] [ 43 ] |
| 1988.  | Енигма (филм)                     | Да      | Да         | Не        | Да     | [ 44 ] [ 45 ] |
| 1990.  | Мачка у мозгу                     | Да      | Да         | Не        | Да     | [ 46 ] [ 47 ] |
| 1997.  | Воштана маска                     | Не      | Да         | Не        | Не     | [ 48 ] [ 49 ] |